# Stella EX Lupi

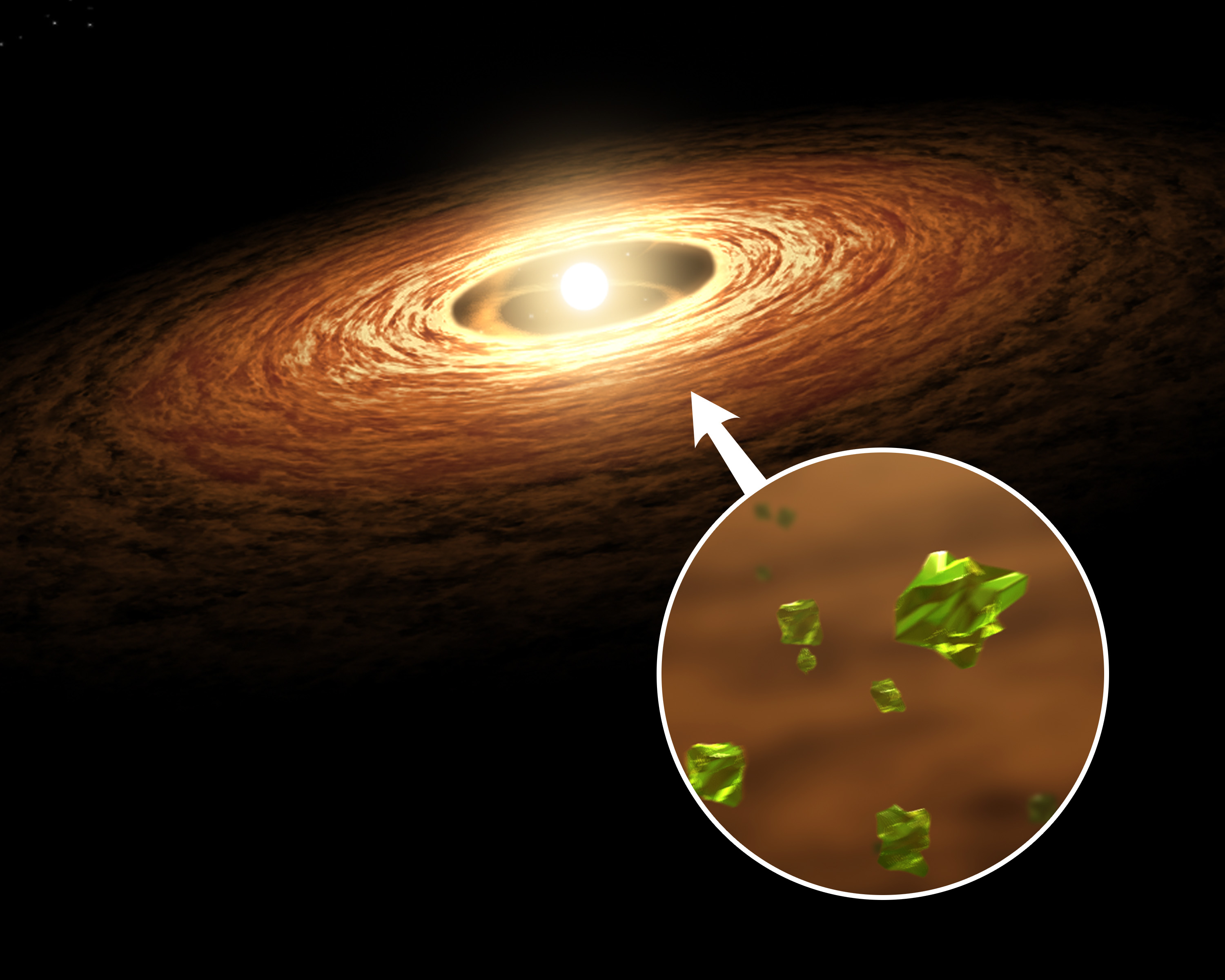
Rappresentazione artistica di EX Lupi, prototipo di questa classe di variabili.

Le stelle EX Lupi (variabili EX Lupi, dette anche EXor o SubFUor) sono una classe di stelle pre-sequenza principale che mostrano dei repentini aumenti di luminosità.
Si tratta di giovani stelle T Tauri di classe spettrale K o M. Gli improvvisi aumenti di luminosità portano l'oggetto ad aumentare la propria magnitudine di 1–4 unità e possono durare per circa 10–100 giorni. La loro origine è attribuita, come nel caso dei FUor, a un'esplosione dovuta a un cambiamento nel tasso di accrescimento della stella a partire dal disco circumstellare.
Tra un'esplosione e l'altra generalmente intercorrono alcuni mesi.